# 빌헬름 마이젤
빌헬름 마이젤(Wilhelm Meisel: 1891년 11월 4일 ~ 1974년 9월 7일)은 독일의 해군 군인이다. 제2차 세계 대전 당시 전쟁해군에서 최종계급 제독 (3성 장군)까지 복무했다. 기사십자 철십자장 수훈자이다.
| 전임 후방제독 귄터 뤼첸스 | 어뢰정지도자 권한대행 1939년 10월 21일 – 1939년 10월 25일 | 후임 해군대령 프리드리히 본테 |

| 전임 제독 쿠르트 프리케 | 제4대 해전지휘부 참모장 1943년 2월 21일 – 1944년 5월 1일 | 후임 (폐지) |

| 전임 대제독 카를 되니츠 | 제4대 해전지휘부장 1944년 5월 1일 – 1945년 5월 22일 | 후임 (폐지) |